# TT26
La tombe thébaine TT 26 est située à El-Assasif, dans la nécropole thébaine, sur la rive ouest du Nil, face à Louxor en Égypte.
C'est la sépulture de Khnoumemhab, surveillant de la trésorerie du domaine d'Amon dans le Ramesséum sous le règne de Ramsès II. Sa femme, Méry-Isis, est représentée dans le hall et la salle de la tombe.